# رسم كهربائي

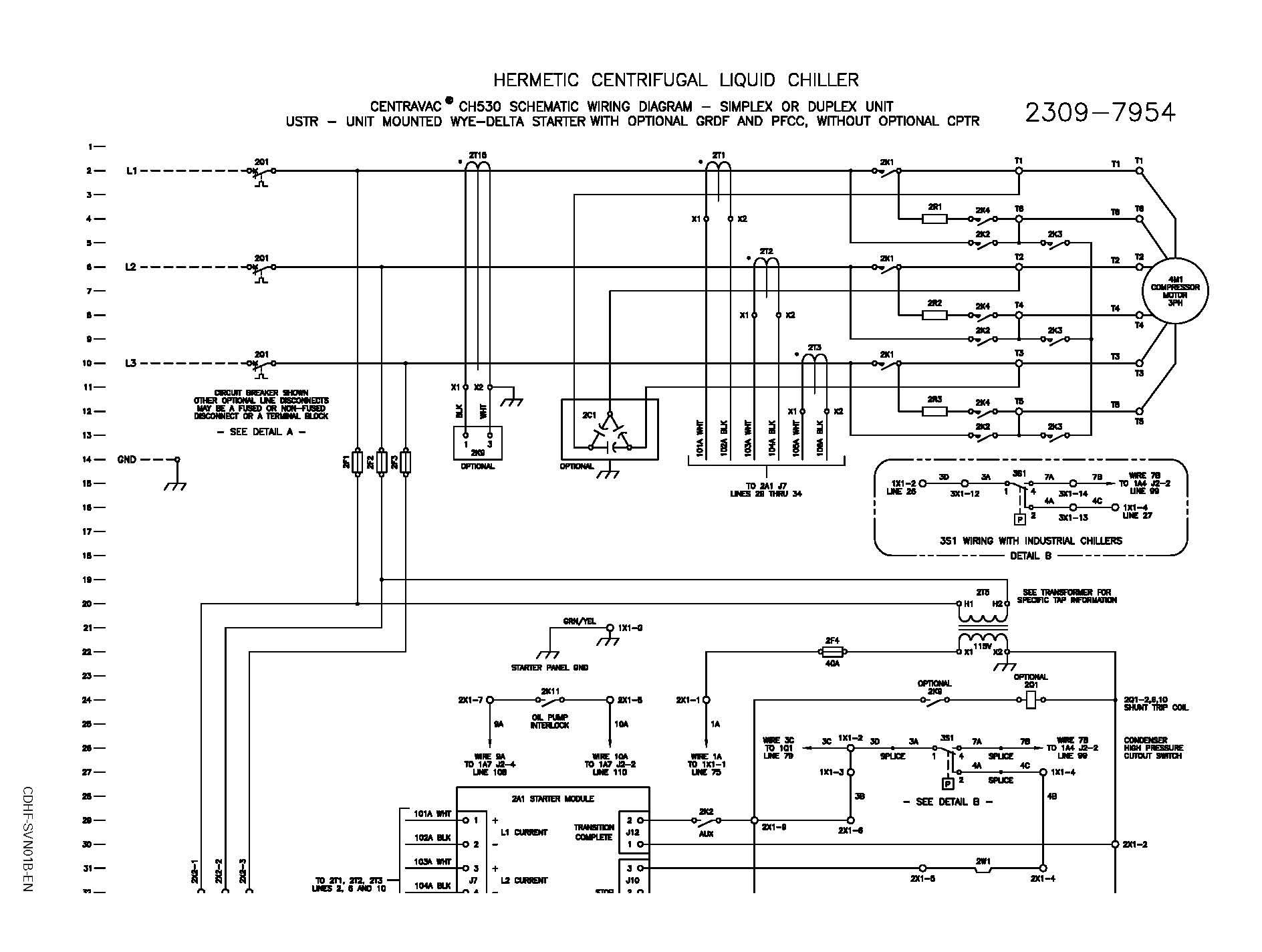

الرسم الكهربائي هو نوع من الرسم الفني الذي يعرض معلومات حول الطاقة والإضاءة والاتصال لمشروع هندسي أو معماري.

## المكونات
```
يتكون أي رسم عمل كهربائي من «خطوط ورموز وأبعاد وترميزات لنقل تصميم الهندسة إلى العمال بدقة الذين يقومون بتركيب النظام 
الكهربائي
 أثناء العمل».
[
2
]
```

عادةً ما تتكون مجموعة كاملة من الرسومات التنفيذية للنظام الكهربائي المتوسط في المشاريع الكبيرة من:
- خطة تبين موقع المبنى ومخارج الأسلاك الكهربائية.
- مخططات أرضية توضح موقع الأنظمة الكهربائية في كل طابق.
- الرسوم البيانية.
- السيطرة على الأسلاك في الرسوم البيانية.
- جداول وغيرها من المعلومات اثناء التركيب مع رسومات البناء.

يقوم صانعو الأدوات الكهربائية بإعداد مخططات تخطيط الأسلاك والمخططات التي يستخدمها العمال الذين يقومون بإنشاء وتركيب وإصلاح الأجهزة الكهربائية والأسلاك في مراكز الاتصالات ومحطات الطاقة وأنظمة التوزيع الكهربائية.